# Eublemma terminimaculata
Eublemma terminimaculata là một loài bướm đêm trong họ Erebidae.